# Körösnagyharsány
Körösnagyharsány è un comune dell'Ungheria di 698 abitanti (dati 2001) . È situato nella contea di Békés.